# Campeonato Carioca
Het Campeonato Carioca (officieel: Campeonato Estadual do Rio de Janeiro) is het voetbalkampioenschap van de Braziliaanse staat Rio de Janeiro.
De competitie werd opgericht in 1906 en wordt georganiseerd door de Federação de Futebol do Estado do Rio de Janeiro (FERJ). Het is na de Campeonato Paulista en Campeonato Baiano de derde oudste competitie van het land. De rivaliteit onder de vier topteams, meteen ook toonaangevende teams van het hele land, domineerden de competitie. De competitie staat op de tweede plaats op de CBF-ranking. Deze notering geeft drie ploegen uit de staat het recht op een plek in de eerste ronde van de nationale Série D, de ploegen die al in hogere divisies spelen niet meegerekend. De statelijke bond FERJ bepaalt welke ploegen dit zijn. Ook mag de staat zes deelnemers afvaardigen naar de Copa do Brasil. 
De competitie was tot 1959 de competitie van het Federaal District, toen Rio de Janeiro nog de hoofdstad van het land was. Daarna vertegenwoordigen de clubs de staat Guanabara, die tot 1975 bestond alvorens op te gaan in de staat Rio de Janeiro. De clubs die voorheen in de Campeonato Fluminense (voor de staat Rio de Janeiro) speelden werden was pas in 1979 bij het Campeonato Carioca gevoegd.
Officieel heet de hoogste divisie Série A. Er zijn ook nog de Série B1, Série B2 en Série C.

## Geschiedenis
In het begin van de twintigste eeuw steeg het aantal clubs in Rio de Janeiro en Niterói waardoor er vraag was voor een georganiseerde competitie. Op 8 juni 1905 werd de Liga Metropolitana de Football (LMF) opgericht en in 1906 begon er een competitie met zes clubs. America FC dat nochtans een van de oprichters van de competitie was nam niet deel in het eerste seizoen.
In 1907 eindigden Botafogo en Fluminense samen eerste. Aangezien er in de regels van de competitie niets werd opgenomen over een mogelijk gelijke stand besloten beide clubs te beslissen hoe de titel toegewezen zou worden. Botafogo vond dat er een extra wedstrijd moest komen tussen beide clubs terwijl Fluminense vond dat de titel hen rechtmatig toekwam omdat zij het beste doelsaldo hadden en beter waren in onderlinge confrontaties. De onenigheid tussen de clubs zorgde ervoor dat de competitie uiteindelijk ontbonden werd en er geen kampioen was. Na 89 jaar onenigheid oordeelde een rechtbank in 1996 dat beide clubs kampioen waren. 
Op 29 februari 1908 richtten Fluminense, Botafogo, America, Paysandu, Rio Cricket, en Riachuelo de Liga Metropolitana de Sports Athleticos op (LMSA), die van dan af het Campeonato Carioca organiseerde.

### Splitsingen

#### AFRJ: eerste splitsing
In 1911 kwam het tot een eerste splitsing toen Botafogo de LMSA verlied en de Associação de Football do Rio de Janeiro (AFRJ) oprichtte. Botafogo was de enige club van betekenis in deze competitie en in 1913 werd de AFRJ weer opgenomen bij de LMSA.

#### LMDT: 1917-1932
In 1917, werd de LMSA vervangen door de Liga Metropolitana de Desportos Terrestres (LMDT) na een omkoopschandaal.

#### AMEA: tweede splitsing
Op 1 maart 1924 werd de Associação Metropolitana de Esportes Athleticos (AMEA) opgericht door de aristocratische clubs Flamengo, Fluminense, Botafogo en America die discriminerend was tegenover Afro-Brazilianen en burgers uit de lagere klasse. De Braziliaanse sportconfideratie stond aan de racistische kant en verklaarde dat de AMEA de officiële competitie was van Rio de Janeiro. De enige club van betekenis die bij de LMDT bleef was Vasco da Gama. In 1925 werden de racistische bepalingen overboord gegooid door de AMEA waardoor Vasco zich hierbij aansloot. De LMDT bleef nog maar voor twee clubs over. Jaren later werd het kampioenschap van de LMDT van 1924 officieel verklaard, latere jaren echter niet.

## Nationaal niveau
De teams uit Rio de Janeiro moeten op nationaal niveau enkel onderdoen voor de teams uit buurstaat São Paulo. Flamengo is het succesvolst met vijf landstitels gevolgd door Fluminense en Vasco da Gama met elk vier en Botafogo met twee.
Bij de invoering van de Taça Brasil, stuurde de staat elk jaar de kampioen. De vijf grote clubs van de stad namen elk een paar keer deel. Enkel in 1967 slaagde geen team erin om bij de laatste vier te eindigen. Botafogo was de enige club die de landstitel kon binnen halen.
Vanaf 1967 werd ook het Torneio Roberto Gomes Pedrosa georganiseerd. Dit was een verderzetting van het Torneio Rio-São Paulo, uitgebreid met enkele andere sterke competities. De kleine staten mochten geen deelnemers zenden. Botafogo, Fluminense, Vasco en Flamengo speelden in alle vier de edities, America en Bangu speelden elk twee seizoenen. Fluminense won de titel in 1970.
In 1971 werd de Série A ingevoerd. Tot 1986 mocht de staat meerdere rechtstreekse deelnemers sturen. De vijf grootste clubs speelden tot 1988 in de Série A, enkel America niet in 1981. Bangu speelde tussen 1978 en 1988 negen seizoenen in de Série A en werd in 1985 zelfs vicekampioen. Olaria en Campo Grande speelden elk twee seizoenen in de Série A. Americano is het enige team van buiten Rio dat na de fusie van het Campeonato Carioca met het Campeonato Fluminense erin slaagde om in de Série A te spelen. In 1988 degradeerden Bangu en America uit de Série A en slaagden er nooit meer in om terug te keren. Fluminense zou in 1996 een eerste keer degraderen, maar werd door de voetbalbond gered dat jaar, al was dit slechts uitstel van executie en volgde de degradatie een jaar later. De club zakte zelfs naar de Série C. Daar werd de club kampioen en door de Copa João Havelange in 2000, de vervangende competitie, belandde de club na één seizoen terug in de Série A en is sindsdien weer een vaste waarde. Botafogo degradeerde in 2002 een eerste keer uit de Série A en kon na één seizoen terugkeren, echter volgde in 2014 een tweede degradatie. Vasco da Gama degradeerde in 2008 voor het eerst en kon ook meteen terugkeren. In 2013 degradeerde de club opnieuw, maar beperkte de afwezigheid ook nu tot één seizoen. Flamengo is zo de enige club die nooit degradeerde. Flamengo en Vasco wonnen ook al de Copa Libertadores en Flamengo werd ook al wereldkampioen in 1981. In 2015 degradeerde Vasco reeds na één jaar terug uit de Série A, Botafogo maakte de omgekeerde beweging. Vasco kon na één seizoen terugkeren waardoor er voor het eerst sinds 2013 opnieuw vier clubs uit Rio in de Série A spelen. In 2020 degradeerden zowel Vasco als Botafogo.
Zestien clubs speelden tot dusver in de Série B. Americano is met twintig seizoenen de koploper, de laatste keer was in 2002. America en Bangu speelden in 2000 een laatste keer in de Série B. In 2015 promoveerde Macaé voor het eerst naar de Série B, maar kon daar het behoud niet verzekeren. In 2017 degradeerde de club ook uit de Série C.
Madureira, ook uit Rio, is met dertien seizoenen de koploper voor de staat in de Série C, gevolgd door America dat in 2007 een laatste keer in de Série C speelde. Nadat de Série D ingevoerd werd in 2009 en het concept van de Série C dat van de Série D werd konden enkel Duque de Caxias, Macaé en Madureira naar de Série C promoveren. In 2015 degradeerde Madureira uit de Série C. Volta Redonda werd kampioen van de Série D in 2016 en promoveerde zo.

## Overzicht

### Titels per team
| Club             | Stad           | Titels | Seizoenen |
| ---------------- | -------------- | ------ | --- |
| Flamengo         | Rio de Janeiro | 39     | 1914, 1915, 1920, 1921, 1925, 1927, 1939, 1942, 1943, 1944, 1953, 1954, 1955, 1963, 1965, 1972, 1974, 1978, 1979, 1979, 1981, 1986, 1991, 1996, 1999, 2000, 2001, 2004, 2007, 2008, 2009, 2011, 2014, 2017, 2019, 2020, 2021, 2023, 2024, 2025 |
| Fluminense       | Rio de Janeiro | 33     | 1906, 1907, 1908, 1909, 1911, 1917, 1918, 1919, 1924, 1936, 1937, 1938, 1940, 1941, 1946, 1951, 1959, 1964, 1969, 1971, 1973, 1975, 1976, 1980, 1983, 1984, 1985, 1995, 2002, 2005, 2012, 2022, 2023                                           |
| Vasco da Gama    | Rio de Janeiro | 24     | 1923, 1924, 1929, 1934, 1936, 1945, 1947, 1949, 1950, 1952, 1956, 1958, 1970, 1977, 1982, 1987, 1988, 1992, 1993, 1994, 1998, 2003, 2015, 2016                                                                                                 |
| Botafogo         | Rio de Janeiro | 21     | 1907, 1910, 1912, 1930, 1932, 1933, 1934, 1935, 1948, 1957, 1961, 1962, 1967, 1968, 1989, 1990, 1997, 2006, 2010, 2013, 2018 |
| America          | Rio de Janeiro | 7      | 1913, 1916, 1922, 1928, 1931, 1935, 1960 |
| Bangu            | Rio de Janeiro | 2      | 1933, 1966 |
| São Cristóvão AC | Rio de Janeiro | 1      | 1926 |
| Paysandu         | Rio de Janeiro | 1      | 1912 |

## Eeuwige ranglijst
Vetgedrukt de clubs die in 2025 in de hoogste klasse spelen. In 1979 werden er twee seizoenen gespeeld. 
| Club                  | Stad                    | /121 | Periode (1906-2025)                                                      |
| --------------------- | ----------------------- | ---- | ------------------------------------------------------------------------ |
| Fluminense            | Rio de Janeiro          | 121  | 1906-                                                                    |
| Botafogo              | Rio de Janeiro          | 120  | 1906-1910, 1912-                                                         |
| Flamengo              | Rio de Janeiro          | 115  | 1912-                                                                    |
| Bangu                 | Rio de Janeiro          | 110  | 1906, 1912-1913, 1915-2004, 2009-                                        |
| America               | Rio de Janeiro          | 109  | 1908-2008, 2010-2011, 2016, 2018-2021                                    |
| Vasco da Gama         | Rio de Janeiro          | 106  | 1921-                                                                    |
| Madureira             | Rio de Janeiro          | 80   | 1935-1964, 1966-1979, 1981-1982, 1991, 1993-                             |
| São Cristóvão         | Rio de Janeiro          | 73   | 1912-1932, 1934-1964, 1966-1980, 1983, 1991-1993, 1995, 2001             |
| Olaria                | Rio de Janeiro          | 64   | 1932-1937, 1947-1964, 1966-1981, 1984-1987, 1989, 1991-2005, 2010-2013   |
| Bonsucesso            | Rio de Janeiro          | 64   | 1929-1980, 1982-1983, 1985, 1991-1993, 2012, 2014-2018                   |
| Portuguesa            | Rio de Janeiro          | 52   | 1933-1937, 1953-1979, 1982, 1985-1987, 1992-1993, 2001, 2004-2006, 2016- |
| Volta Redonda         | Volta Redonda           | 45   | 1976-1977, 1979-1985, 1988-1989, 1992-2003, 2005-                        |
| Americano             | Campos dos Goytacazes   | 40   | 1976-1977, 1979-2012, 2019-2021                                          |
| Campo Grande          | Rio de Janeiro          | 30   | 1962-1964, 1966-1984, 1986-1987, 1990-1995                               |
| Friburguense          | Nova Friburgo           | 26   | 1984, 1988, 1991-1993, 1995, 1998-2010, 2012-2016, 2020-2021             |
| Canto do Rio          | Niterói                 | 24   | 1941-1964                                                                |
| Boavista              | Saquarema               | 23   | 1993, 1995-1997, 2007-                                                   |
| Andarahy              | Rio de Janeiro          | 20   | 1916-1924, 1927-1937                                                     |
| AD Cabofriense        | Cabo Frio               | 19   | 1999-2001, 2003-2009, 2011, 2014-2021                                    |
| Goytacaz              | Campos dos Goytacazes   | 16   | 1976-1977, 1979-1980, 1983-1988, 1991-1993, 2018-2019                    |
| Resende               | Resende                 | 16   | 2008-2023                                                                |
| Nova Iguaçu           | Nova Iguaçu             | 16   | 2006-2007, 2011-2015, 2017-                                              |
| Macaé                 | Macaé                   | 14   | 2008-2021                                                                |
| Itaperuna             | Itaperuna               | 12   | 1990-2001                                                                |
| Mangueira             | Rio de Janeiro          | 11   | 1909, 1912-1913, 1917-1924                                               |
| Villa Isabel          | Rio de Janeiro          | 11   | 1917-1924, 1926-1928                                                     |
| Brasil                | Rio de Janeiro          | 11   | 1923-1933                                                                |
| Carioca FC            | Rio de Janeiro          | 9    | 1917-1919, 1921-1924, 1931-1932                                          |
| Rio Cricket           | Niterói                 | 8    | 1906, 1908, 1910-1915                                                    |
| Duque de Caxias       | Duque de Caxias         | 7    | 2008-2014                                                                |
| Mesquita              | Mesquita                | 7    | 1986-1987, 1991-1993, 2008-2009                                          |
| Paysandu Cricket      | Rio de Janeiro          | 7    | 1906-1908, 1911-1914                                                     |
| Serrano               | Petrópolis              | 6    | 1979-1981, 1993, 2000-2001                                               |
| AA Cabofriense        | Cabo Frio               | 6    | 1987-1992                                                                |
| Audax Rio             | Saquarema               | 5    | 2013-2014, 2022-2024                                                     |
| Syrio e Libanez       | Rio de Janeiro          | 5    | 1925-1926, 1928-1930                                                     |
| Palmeiras             | Rio de Janeiro          | 5    | 1920-1924                                                                |
| Tigres do Brasil      | Duque de Caxias         | 5    | 2009-2010, 2015-2017                                                     |
| América de Três Rios  | Três Rios               | 4    | 1990-1993                                                                |
| Mackenzie             | Rio de Janeiro          | 4    | 1921-1924                                                                |
| Entrerriense          | Três Rios               | 4    | 1992-1993, 1995, 2002                                                    |
| Porto Alegre          | Itaperuna               | 3    | 1987-1989                                                                |
| Nova Cidade           | Nilópolis               | 3    | 1989-1991                                                                |
| Riachuelo             | Rio de Janeiro          | 3    | 1908-1910                                                                |
| River                 | Rio de Janeiro          | 3    | 1923-1924, 1933                                                          |
| Americano FC          | Rio de Janeiro          | 3    | 1921-1923                                                                |
| Sampaio Corrêa        | Saquarema               | 3    | 2021, 2023-                                                              |
| Barra Mansa           | Barra Mansa             | 2    | 1992, 2015                                                               |
| Niterói               | Niterói                 | 2    | 1979-1980                                                                |
| Saquarema             | Saquarema               | 2    | 1992-1993                                                                |
| Fluminense AC         | Nova Friburgo           | 2    | 1979                                                                     |
| Olympico              | Bom Jesus do Itabapoana | 2    | 1992-1993                                                                |
| Paduano               | Santo Antônio de Pádua  | 2    | 1991-1992                                                                |
| Haddock Lobo          | Rio de Janeiro          | 2    | 1909-1910                                                                |
| Hellênico             | Rio de Janeiro          | 2    | 1924-1925                                                                |
| SC Americano          | Rio de Janeiro          | 2    | 1912-1913                                                                |
| Mavílis               | Rio de Janeiro          | 2    | 1933-1934                                                                |
| União Nacional        | Macaé                   | 2    | 1991-1992                                                                |
| Football and Athletic | Rio de Janeiro          | 2    | 1906-1907                                                                |
| Campos                | Campos dos Goytacazes   | 1    | 2017                                                                     |
| Quissamã              | Quissamã                | 1    | 2013                                                                     |
| Cardoso Moreira       | Cardoso Moreira         | 1    | 2008                                                                     |
| Miguel Couto          | Nova Iguaçu             | 1    | 1991                                                                     |
| Carioca EC            | Rio de Janeiro          | 1    | 1935                                                                     |
| Engenho de Dentro     | Rio de Janeiro          | 1    | 1933                                                                     |
| Confiança             | Rio de Janeiro          | 1    | 1933                                                                     |
| Cocotá                | Rio de Janeiro          | 1    | 1933                                                                     |
| Modesto               | Rio de Janeiro          | 1    | 1935                                                                     |
| Jéquia                | Rio de Janeiro          | 1    | 1936                                                                     |
| Paulistano            | Rio de Janeiro          | 1    | 1912                                                                     |
| Germânia              | Rio de Janeiro          | 1    | 1912                                                                     |
| Cattete               | Rio de Janeiro          | 1    | 1912                                                                     |
| Internacional FC      | Rio de Janeiro          | 1    | 1912                                                                     |
| Petropolitano         | Petrópolis              | 1    | 1912                                                                     |
| Maricá                | Maricá                  | 1    | 2025-                                                                    |